# Stéphane Zubar
Pour les articles homonymes, voir Zubar.
Stéphane Zubar, né le 9 octobre 1986 à Pointe-à-Pitre en Guadeloupe, est un footballeur français évoluant au poste de défenseur.

## Biographie
Arrivé en Métropole à l'été 2003, pour suivre les traces de son grand frère Ronald Zubar, Stéphane Zubar signe à l'été 2006 son premier contrat professionnel de trois ans avec le Stade Malherbe de Caen. Il ne dispute qu'une rencontre avec son club formateur, en rentrant en cours de prolongation contre le Toulouse FC (1/16e de finale de Coupe de la Ligue). À cette occasion, il participe avec succès à la séance de tirs au but qui permet à son équipe de se qualifier pour le tour suivant. 
Le 30 janvier 2007, lors du mercato hivernal, il est prêté pour six mois à Pau, club de National. Alors que le club normand est de retour en Ligue 1, il ne joue qu'un match de Coupe de la Ligue en 6 mois, il est alors de nouveau prêté, en Belgique cette fois-ci, au FC Brussels. 
En décembre 2008, il est convoqué en équipe de Guadeloupe pour disputer un tournoi éliminatoire à la Gold Cup, en Jamaïque.
Le 12 février 2009, il est transféré au FC Vaslui, en Roumanieoù il joue régulièrement (10 matchs) et finit 5e du championnat, ce qui va lui permettre de jouer la Ligue Europa.
Sans club, il s'engage en novembre 2010 avec le Plymouth Argyle en 3e division anglaise. Plymouth, relégué, ne reconduit pas le contrat de Stéphane qui, après une nouvelle galère, rebondit à l'AFC Bournemouth toujours en D3 anglaise. Le 29 juin 2017, Stéphane signe un contrat d'un an à Yeovil Town.

## Statistiques
| Saison                | Club                  | Championnat           | Championnat | Championnat | Coupe nationale | Coupe nationale | Coupe de la Ligue | Coupe de la Ligue | Compétition(s) continentale(s) | Compétition(s) continentale(s) | Compétition(s) continentale(s) | Football League Trophy | Football League Trophy | Guadeloupe | Guadeloupe | Total | Total |
| Saison                | Club                  | Division              | M.          | B.          | M.              | B.              | M.                | B.                | Comp.                          | M.                             | B.                             | M.                     | B.                     | M.         | B.         | M.    | B.    |
| 2006-2007             | SM Caen               | Ligue 2 (D2)          | -           | -           | -               | -               | -                 | -                 | -                              | -                              | -                              | -                      | -                      | -          | -          | 0     | 0     |
| 2007                  | Pau FC (prêt)         | National (D3)         | 10          | 0           | -               | -               | -                 | -                 | -                              | -                              | -                              | -                      | -                      | -          | -          | 10    | 0     |
| 2007-2008             | SM Caen               | Ligue 1 (D1)          | -           | -           | -               | -               | 1                 | 0                 | -                              | -                              | -                              | -                      | -                      | -          | -          | 1     | 0     |
| 2008                  | FC Brussels (prêt)    | Division 1 (D1)       | 11          | 0           | -               | -               | -                 | -                 | -                              | -                              | -                              | -                      | -                      | -          | -          | 11    | 0     |
| 2008-2009             | SM Caen               | Ligue 1 (D1)          | -           | -           | -               | -               | -                 | -                 | -                              | -                              | -                              | -                      | -                      | -          | -          | 0     | 0     |
| 2009                  | FC Vaslui             | Ligue I (D1)          | 10          | 0           | -               | -               | -                 | -                 | -                              | -                              | -                              | -                      | -                      | -          | -          | 10    | 0     |
| 2009-2010             | FC Vaslui             | Ligue I (D1)          | 26          | 1           | 3               | 0               | -                 | -                 | LE                             | 4                              | 0                              | -                      | -                      | -          | -          | 33    | 1     |
| 2010-2011             | Plymouth Argyle       | League One (D3)       | 29          | 2           | -               | -               | -                 | -                 | -                              | -                              | -                              | -                      | -                      | 2          | 0          | 31    | 2     |
| 2011                  | Plymouth Argyle       | League Two (D4)       | 4           | 0           | -               | -               | 1                 | 0                 | -                              | -                              | -                              | -                      | -                      | -          | -          | 5     | 0     |
| 2011-2012             | AFC Bournemouth       | League One (D3)       | 22          | 0           | 2               | 1               | -                 | -                 | -                              | -                              | -                              | 1                      | 0                      | -          | -          | 25    | 1     |
| 2012-2013             | AFC Bournemouth       | League One (D3)       | 2           | 0           | 1               | 0               | -                 | -                 | -                              | -                              | -                              | -                      | -                      | -          | -          | 3     | 0     |
| 2013                  | Bury FC (prêt)        | League One (D3)       | 6           | 0           | -               | -               | -                 | -                 | -                              | -                              | -                              | -                      | -                      | -          | -          | 6     | 0     |
| Total sur la carrière | Total sur la carrière | Total sur la carrière | 120         | 3           | 6               | 1               | 2                 | 0                 | -                              | 4                              | 0                              | 1                      | 0                      | 2          | 0          | 135   | 4     |